# Миафизитство
Миафизитството или миафизитизмът е христологията на Нехалкедонските християнски църкви. Понякога диофизитите смятат миафизитството за монофизитство, но това се отхвърля от самите миафизити, които смятат теологията си за немонофизитска и анатемосват Евтихий.
| име                                   | брой вярващи | богослужебен език  | обред            | седалище                   | статут                                                        |
| ------------------------------------- | ------------ | ------------------ | ---------------- | -------------------------- | ------------------------------------------------------------- |
| Арменска апостолическа църква         | 9 000 000    | арменски           | арменски         | Вагхаршапат, Армения       | автокефална патриаршия (католикат)                            |
| Етиопска православна църква           | 45 000 000   | геезски, амхара    | александрийски   | Адис Абеба, Етиопия        | автокефална патриаршия                                        |
| Коптска православна църква            | 15 000 000   | коптски, арабски   | александрийски   | Александрия, Египет        | автокефално папство                                           |
| Сиро-яковитска православна църква     | 5 000 000    | арамейски, арабски | западно-сирийски | Дамаск, Сирия              | автокефална патриаршия                                        |
| Индийска православна църква           | 2 500 000    | малаялам           | западно-сирийски | Керала, Индия              | автокефална патриаршия (католикат)                            |
| Еритрейска църква                     | 11 000 000   | геезски            | александрийски   | Еритрея                    | автокефална патриаршия                                        |
| Британска православна църква          | ?            | английски          | александрийски   | Лондон, Обединено кралство | автономна митрополия към Коптската православна църква         |
| Сиро-маланкарска православна църква   | 2 500 000    | малаялам           | западно-сирийски | Керала, Индия              | автониомна митрополия към Сиро-яковитската православна църква |
| Киликийски католикат                  | 6 800 000    | арменски           | арменски         | Антелиас, Ливан            | автономна патриаршия към Арменската апостолическа църква      |
| Йерусалимска арменска църква          | 7700         | арменски           | арменски         | Йерусалим, Израел          | автономна патриаршия към Арменската апостолическа църква      |
| Константинополска арменска църква     | ?            | арменски           | арменски         | Истанбул, Турция           | автономна патриаршия към Арменската апостолическа църква      |
| Маланкарска независима сирйска църква | 35 000       | малаялам           | източносирийски  | Керала, Индия              | автокефална църква, непризнати от другите миафизитски църкви  |